# استفنی ماریان
استفنی ماریان (انگلیسی: Stephanie Marrian؛ زاده ۹ اکتبر ۱۹۴۸) یک مانکن اهل انگلستان است.